# Orfelia gruevi
Orfelia gruevi är en tvåvingeart som beskrevs av Bechev 2002. Orfelia gruevi ingår i släktet Orfelia och familjen platthornsmyggor.
Artens utbredningsområde är Bulgarien. Inga underarter finns listade i Catalogue of Life.